# Superliga de Suiza 2003-04
La Superliga de Suiza 2003-04 fue la 107.ª temporada de la máxima categoría del fútbol suizo.

## Tabla de posiciones
|     | Equipos                 | PJ | PG | PE | PP | GF | GC | Dif | Pts |
| --- | ----------------------- | -- | -- | -- | -- | -- | -- | --- | --- |
| 1.  | FC Basel                | 36 | 26 | 7  | 3  | 86 | 32 | +54 | 85  |
| 2.  | BSC Young Boys          | 36 | 22 | 6  | 8  | 75 | 48 | +27 | 72  |
| 3.  | Servette                | 36 | 15 | 7  | 14 | 61 | 62 | -1  | 52  |
| 4.  | FC Zürich               | 36 | 14 | 8  | 14 | 58 | 52 | +6  | 50  |
| 5.  | FC St. Gallen           | 36 | 14 | 8  | 14 | 54 | 57 | -3  | 50  |
| 6.  | FC Thun                 | 36 | 13 | 10 | 13 | 51 | 57 | -6  | 49  |
| 7.  | Grasshopper Club Zürich | 36 | 12 | 5  | 19 | 62 | 74 | -12 | 41  |
| 8.  | FC Aarau                | 36 | 9  | 11 | 16 | 57 | 69 | -12 | 38  |
| 9.  | Neuchâtel Xamax         | 36 | 10 | 6  | 20 | 46 | 63 | -17 | 36  |
| 10. | FC Wil                  | 36 | 7  | 8  | 21 | 37 | 73 | -36 | 29  |

|  | Tercera ronda previa de la Liga de Campeones de la UEFA 2004-05 |
|  | Segunda ronda previa de la Liga de Campeones de la UEFA 2004-05 |
|  | Segunda ronda previa de la Copa de la UEFA 2004-05              |
|  | Segunda ronda de la Copa Intertoto de la UEFA 2004              |
|  | Play-off de descenso                                            |
|  | Descenso a la Challenge League                                  |

### Play-off de descenso
|                 | Resultados |                 | Lugar y fecha                 |  |
| --------------- | ---------- | --------------- | ----------------------------- |  |
| Neuchâtel Xamax | 2 - 0      | FC Vaduz        | Neuchâtel, 29 de mayo de 2004 |  |
| FC Vaduz        | 2 - 1      | Neuchâtel Xamax | Vaduz, 31 de mayo de 2004     |  |

Neuchâtel Xamax mantiene la categoría por un global de 3-2.

## Goleadores
| #  | Jugador            | Club         | Goles |
| -- | ------------------ | ------------ | ----- |
| 1. | Stéphane Chapuisat | Young Boys   | 23    |
| 2. | Mohamed Kader      | Servette     | 19    |
| 3. | Leandro Fonseca    | Young Boys   | 17    |
| 3. | Richard Núñez      | Grasshoppers | 17    |
| 5. | Alex Tachie-Mensah | St. Gallen   | 16    |
| 5. | Ionel Gane         | Grasshoppers | 16    |
| 5. | Christian Giménez  | Basel        | 16    |